# Luke Hobson
Pour les articles homonymes, voir Hobson.
Luke Hobson, né le 25 juin 2003, est un nageur américain.

## Biographie
Hobson réalise un temps de 3 min 35 s 67 aux Championnats australiens en petit bassin en 2022, à moins d'une seconde du record national avant de remporter deux titres aux Championnats NCAA en 2023. Il se qualifie pour les Championnats du monde 2023 en gagnant les sélections américaines sur le 200 m nage libre. Lors des Mondiaux à Fukuoka, il se place cinquième sur cette distance et aide le relais 4 × 200 m mage libre américain à remporter la médaille d'argent (avec Carson Foster, Jake Mitchell et Kieran Smith).
Il est connu en tant que rapide finisseur.

## Palmarès

### Jeux olympiques
- Jeux olympiques 2024 à Paris :
  -  Médaille d'argent du 4 x 200 m nage libre.
  -  Médaille de bronze du 200 m nage libre.

### Championnats du monde

#### Grand bassin
- Championnats du monde 2023 à Fukuoka :
  -  Médaille d'argent du relais 4 × 200 m nage libre.
- Championnats du monde 2024 à Doha :
  -  Médaille d'or du relais 4 × 100 m quatre nages (participe uniquement aux séries).
  -  Médaille de bronze du 200 m nage libre.
  -  Médaille de bronze du relais 4 × 100 m nage libre.
  -  Médaille de bronze du relais 4 × 200 m nage libre.
  -  Médaille de bronze du relais 4 × 100 m nage libre mixte (participe uniquement aux séries).
- Championnats du monde 2025 à Singapour :
  -  Médaille d'argent du 200 m nage libre.

#### Petit bassin
- Championnats du monde 2024 à Budapest :
  -  Médaille d'or du 200 m nage libre.
  -  Médaille d'or du 4 × 100 m nage libre.
  -  Médaille d'or du 4 × 200 m nage libre.